# Pavillon de la Reconquête
Le Pavillon de la Reconquête (chinois : 光復紀念亭, Romanisation en cantonais: Gwong¹fuk⁶ Gei²nim⁶ting⁴) est un pavillon sur le Mont Jyutsau, à Canton, Guangdong, Chine. 

## Histoire
Le pavillon originel fut construit en 1928 afin de remercier les révolutionnaires de Hong Kong d'avoir collecté des fonds pour le armées révolutionnaires à Canton pendant le Révolution de 1911,. Il fut détruit par les armées japonaises pendant la guerre contre l'Invasion japonaise. Un nouveau pavillon a été construit sur le site du pavillon originel en 1948.

## Galerie
|  |  |

|  |  |  |